# Municipalità locale di Bushbuckridge
Bushbuckridge è una municipalità locale (in inglese Bushbuckridge Local Municipality) appartenente alla municipalità distrettuale di Ehlanzeni della provincia di Mpumalanga in Sudafrica. 
In base al censimento del 2001 la sua popolazione è di 497 958 abitanti.
Il suo territorio si estende su una superficie di 2.589 km² ed è suddiviso in 34 circoscrizioni elettorali (wards). Il suo codice di distretto è MP325.

## Geografia fisica

### Confini
La municipalità locale di Bushbuckridge confina a nord con quella di Maruleng (Mopani/Limpopo), a sud con quella di Mbombela (Ehlanzeni), a ovest con quella di Thaba Chweu (Ehlanzeni), a nord, est e sud con l'area della gestione del distretto MPDMA32.

### Città e comuni
- Acornhoek
- Amashangana
- Bushbuckridge
- College View
- Cottondale
- Gqweta
- Hokwe
- Hoxane
- Hoxani
- Ireagh
- Jongilanga
- Malele
- Manyeleti
- Mapulaneng
- Marite
- Mathibela
- Matshaye
- Mkhuhlu
- Mnisi
- Moletele
- Moreipuso
- Newington
- Rolle
- Sabiesand Game Reserve
- Setlhare
- Thabakgolo

### Fiumi
- Bejani
- Khokhovela
- Mac Mac
- Marite
- Mohlolobe
- Motitsi
- Msutlu
- Nwandlamuhari
- Nwaswitsontso
- Phabeni
- Phungwe
- Sabane
- Sabie
- Sand
- Timbavati

### Dighe
- Edinburgh Dam
- Orinoco Dam